# 櫻井武
櫻井 武（さくらい たけし、1964年5月17日 - ）は、日本の医学者。筑波大学医学医療系教授、国際統合睡眠医科学研究機構副機構長。医学博士（筑波大学、1993年）。学位論文の題は 「Cloning of a cDNA encoding a non-isopeptide-selective subtype of the endothelin receptor(非選択性エンドセリン受容体cDNAのクローニング) 」。 1998年にオレキシンを発見。
睡眠研究の第一人者。

## 経歴
東京都出身。筑波大学医学専門学群卒業。筑波大学大学院在学中に、血管収縮因子エンドセリンの受容体を単離 。テキサス大学サウスウェスタンメディカルセンターに移り、柳沢正史教授とともに、ナルコレプシーの原因となるオレキシンを発見。視床下部全腹側周室核に存在し、冬眠様状態を誘導するQニューロンを発見、マウスやラットに人工冬眠様状態を惹起することに成功 
。

## 受賞歴等
- 1998年度　第4回国際神経内分泌学会優秀論文賞
- 2001年度　つくば奨励賞
- 2009年度　第14回安藤百福賞大賞
- 2012年度　第65回中日文化賞
- 2013年度　文部科学大臣表彰科学技術賞
- 2017年度　第2回塩野賞
- 2021年度　第32回つくば賞
- 2024年度　第56回星雲賞ノンフィクション部門参考候補作『SF脳とリアル脳』[7]

## 著書
- 睡眠の科学―なぜ眠るのかなぜ目覚めるのか (ブルーバックス) [新書] 新書: 248ページ 出版社: 講談社 (2010/11/19) ISBN 978-4062577052
- <眠り>をめぐるミステリー―睡眠の不思議から脳を読み解く (NHK出版新書) [新書] 新書: 240ページ 出版社: NHK出版 (2012/2/8) ISBN 978-4140883723
- 食欲の科学 (ブルーバックス) [新書] 新書: 208ページ 出版社: 講談社 (2012/10/19) ISBN 978-4062577892
- 「こころ」はいかにして生まれるのか 最新脳科学で解き明かす「情動」 (ブルーバックス)  新書:240ページ 出版社: 講談社 (2018/10/17) ISBN 978-4065135228
- 「すごく使える睡眠学テクニック」 日本実業出版社 出版社: 日本実業出版社 (2024/8/30) ISBN 978-4-534-06129-4
- 「SF脳とリアル脳」 (ブルーバックス)  新書:240ページ 出版社: 講談社 (2024/12/26) ISBN 978-4-06-538174-8